# 東斯旺西 (英國國會選區)
東斯旺西（英語：Swansea East），英國國會一自治市選區，位於威爾斯南部的斯旺西東部。始設於1918年。
本區自1922年以來一直支持工黨。2010年大選中賽安·詹姆斯以51.5%選票勝出該區連任。